# Meistaraflokkur (1925)
Sezon 1925 był 14. sezonem o mistrzostwo Islandii. Drużyna Víkingur Reykjavík nie obroniła tytułu mistrzowskiego, zdobył go zespół Fram, zdobywając w trzech meczach pięć punktów. Ze względu na brak systemu ligowego żaden zespół nie spadł ani nie awansował po sezonie.

## Drużyny
Po sezonie 1924 nie nastąpiły żadne zmiany w składzie ligi, wobec czego do sezonu 1925 przystąpiły cztery zespoły.
| Uczestnicy poprzedniej edycji                                                                                 | Uczestnicy poprzedniej edycji | Uczestnicy poprzedniej edycji | Uczestnicy poprzedniej edycji |
| --- | ----------------------------- | ----------------------------- | ----------------------------- |
| VÍR | Víkingur Reykjavík            | 1                             |                               |
| FRA | Fram                          | 2                             |                               |
| KRE | KR                            | 3                             |                               |
| VAL | Valur                         | 4                             |                               |
| Oznaczenia: - kolumna pierwsza – skróty nazw drużyn, - kolumna trzecia – miejsce zajęte w poprzednim sezonie. |                               |                               |                               |

## Tabela
| Lp. | Drużyna            | M | Z | R | P | Bramki | Bramki | +/– | Pkt |
| --- | ------------------ | - | - | - | - | ------ | ------ | --- | --- |
| 1   | Fram (M)           | 3 | 2 | 1 | 0 | 5      | 1      | +4  | 5   |
| 2   | Víkingur Reykjavík | 3 | 1 | 2 | 0 | 6      | 4      | +2  | 4   |
| 3   | KR                 | 3 | 1 | 1 | 1 | 7      | 4      | +3  | 3   |
| 4   | Valur              | 3 | 0 | 0 | 3 | 2      | 11     | −9  | 0   |

## Wyniki
| Gospodarz \ Gość   | FRA | KRE | VAL | VÍR |
| Fram               |     |     | 3:0 | 0:0 |
| KR                 | 1:2 |     |     |     |
| Valur              |     | 0:4 |     |     |
| Víkingur Reykjavík |     | 1:1 | 4:3 |     |

Źródło: Knattspyrnusamband Íslands (isl.)
Objaśnienia:
1Drużyna gospodarzy jest wymieniona po lewej stronie tabeli.
Kolory: zielony – zwycięstwo gospodarzy, żółty – remis, różowy – zwycięstwo gości.